# Benedetto Musolino
Benedetto Musolino (ur. 8 lutego 1809 w Pizzo, zm. 15 listopada 1885 tamże) – włoski wojskowy i polityk, zaangażowany w zjednoczenie Włoch, członek podziemnej organizacji „Synowie Nowych Włoch”, w 1848 roku wybrany do parlamentu Królestwa Obojga Sycylii, następnie pułkownik armii tego państwa, przeszedł na stronę Giuseppe Garibaldiego w stopniu generała, od 12 czerwca 1881 roku senator Królestwa Włoch.
Jest autorem pracy „Gerusalemme e il Popolo Ebreo” (1851), w której opowiedział się za prawem Żydów do utworzenia własnego państwa w Palestynie.

## Odznaczenia
- Kawaler Orderu Domowego pw. świętych Maurycego i Łazarza
- Komandor Orderu Korony Włoch
- Kawaler Sabaudzkiego Orderu Wojskowego